# Velika nagrada Kine 2018.
 Velika nagrada Kine (Formula 1 2018 Heineken Chinese Grand Prix) je bila treća utrka prvenstva Formule 1 2018. Trkači vikend vožen je od 13. travnja do 15. travnja na stazi Shanghai u Kini, a pobijedio je Daniel Ricciardo u Red Bullu.

## Sudionici utrke
| #  | Vozač             | Momčad                           | Šasija            | Motor                             | Guma |
| -- | ----------------- | -------------------------------- | ----------------- | --------------------------------- | ---- |
| 2  | Stoffel Vandoorne | McLaren F1 Team                  | McLaren MCL33     | Renault R.E.18 V6 t h 1.6         | P    |
| 3  | Daniel Ricciardo  | Aston Martin Red Bull Racing     | Red Bull RB14     | TAG Heuer V6 t h 1.6              | P    |
| 5  | Sebastian Vettel  | Scuderia Ferrari                 | Ferrari SF71H     | Ferrari 062 EVO V6 t h 1.6        | P    |
| 7  | Kimi Räikkönen    | Scuderia Ferrari                 | Ferrari SF71H     | Ferrari 062 EVO V6 t h 1.6        | P    |
| 8  | Romain Grosjean   | Haas F1 Team                     | Haas VF-18        | Ferrari 062 EVO V6 t h 1.6        | P    |
| 9  | Marcus Ericsson   | Alfa Romeo Sauber F1 Team        | Sauber C37        | Ferrari 062 EVO V6 t h 1.6        | P    |
| 10 | Pierre Gasly      | Red Bull Toro Rosso Honda        | Toro Rosso STR13  | Honda RA618H V6 t h 1.6           | P    |
| 11 | Sergio Pérez      | Sahara Force India F1 Team       | Force India VJM11 | Mercedes M09 EQ Power+ V6 t h 1.6 | P    |
| 14 | Fernando Alonso   | McLaren F1 Team                  | McLaren MCL33     | Renault R.E.18 V6 t h 1.6         | P    |
| 16 | Charles Leclerc   | Alfa Romeo Sauber F1 Team        | Sauber C37        | Ferrari 062 EVO V6 t h 1.6        | P    |
| 18 | Lance Stroll      | Williams Martini Racing          | Williams FW41     | Mercedes M09 EQ Power+ V6 t h 1.6 | P    |
| 20 | Kevin Magnussen   | Haas F1 Team                     | Haas VF-18        | Ferrari 062 EVO V6 t h 1.6        | P    |
| 27 | Nico Hülkenberg   | Renault Sport Formula One Team   | Renault R.S.18    | Renault R.E.18 V6 t h 1.6         | P    |
| 28 | Brendon Hartley   | Red Bull Toro Rosso Honda        | Toro Rosso STR13  | Honda RA618H V6 t h 1.6           | P    |
| 31 | Esteban Ocon      | Sahara Force India F1 Team       | Force India VJM11 | Mercedes M09 EQ Power+ V6 t h 1.6 | P    |
| 33 | Max Verstappen    | Aston Martin Red Bull Racing     | Red Bull RB14     | TAG Heuer V6 t h 1.6              | P    |
| 35 | Sergej Sirotkin   | Williams Martini Racing          | Williams FW41     | Mercedes M09 EQ Power+ V6 t h 1.6 | P    |
| 44 | Lewis Hamilton    | Mercedes AMG Petronas Motorsport | Mercedes F1 W09   | Mercedes M09 EQ Power+ V6 t h 1.6 | P    |
| 55 | Carlos Sainz      | Renault Sport Formula One Team   | Renault R.S.18    | Renault R.E.18 V6 t h 1.6         | P    |
| 77 | Valtteri Bottas   | Mercedes AMG Petronas Motorsport | Mercedes F1 W09   | Mercedes M09 EQ Power+ V6 t h 1.6 | P    |

## Izvještaj
Pirelli je za ovu utrku odabrao medium, soft i ultrarsoft gume. Renault je Red Bullu, McLarenu i svojoj ekipi omogućio više performansi iz Renaultovog R.E.18 motora na prvim slobodnim treninzima. Tako su tri momčadi mogle koristiti snažnije modove motora u duljem trajanju nego što je to bio slučaj na prve dvije utrke sezone.

### Treninzi
Prvi slobodni trening
Na početku prvog treninga su odmah svi vozači izašli odraditi instalacije krugove. Lance Stroll je prvi postavio vrijeme treninga, no Fernando Alonso je odmah odgovorio te tako zasjeo na sami vrh tablice. Nakon pola sata treninga izašli su Mercedesovi vozači. Prvo je Valtteri Bottas postavio vrijeme 1.36.587, ali smo minutu kasnije Lewis Hamilton je postavio još brže. Mnogi vozači su svojim momčadima javljali preko radija i žalili se na jak vjetar koji je puhao na stazi. Mercedesi su svoja vremena još unaprijedili, dok je Max Verstappen otišao u zadnjem krugu van staze u šljunak, no uspio je izvući bolid.
Drugi slobodni trening
Na drugom slobodnom treningu na stazi Shanghai International Circuit, prvi je izašao Romain Grosjean. Francuz je postavio prvo brzo vrijeme, i to na soft gumama – 1:36.927. Temperature zraka i staze su bile i dalje relativno niske, a vozači su se žalili na nedostatak prianjanja. Desetak minuta od početka drugog slobodnog treninga Kimi Räikkönen je bio pozvan u boks zbog navodnog problema. No radilo se o softverskoj greški, a Finac se odmah vratio na stazu. Hamilton je postavio najbrže vrijeme na ultrasoft gumama – 1:33.482. Međutim Britanac je nakon jednog brzog kruga potvrdio da je nemoguće odvoziti još jedan brzi krug na tim gumama, jer su se već bile istrošile. Posljednjih pola sata treninga vozači su se fokusirali na simulaciju utrke. Prilikom izlaska iz boksa, zadnja desna guma Stoffela Vandoornea nije bila pričvršćena na ispravan način pa je Belgijac morao zaustaviti svoj bolid na stazi. FIA je nakon treninga odradila istragu, a britanska je momčad kažnjena s 5000 eura zbog nesigurnog izlaska iz bokseva. Pred kraj treninga je počela padati kiša.
Treći slobodni trening
Na samom početku trećeg treninga uvjeti na stazi su bili poprilično teški za vozače. Vrlo jak vjetar je puhao i očekivalo se da će vozači imati problema zbog toga. Najveći problem je imao Daniel Ricciardo na čijem su bolidu mehaničari radili od samog početka treninga. Na stazu su odmah izašla oba Saubera, oba Haasa te Räikkönen koji je postavio prvi mjereni krug. Vandoorneu su iz boksa javili da se vrati u boks jer su izgubili telemetriju iz bolida. Vettel je postavio čak sekundu brži krug od svog momčadskog kolege s vremenom 1:33:689. Bottas se uspio postaviti iza Vettela na drugo mjesto, ali s čak sekundom zaostatka, dok je njegov momčadski kolega Hamilton kasnio još desetinku iza njega. Ricciardo je pola sata prije kraja treninga izašao na stazu, ali u pripremi svog prvog brzog kruga, njegova pogonska jedinica je eksplodirala, te je označen virtualni sigurnosni automobil. Na ulasku u posljednjih 15 minuta treninga, vozači Ferrarija i Mercedesa su stavili nove setove ultrasoft guma i ušli u brze krugove. Najbrži je bio Vettel, dok se iza njega smjestio Räikkönen. Bottas je bio iza njih, a Finčev momčadski kolega Hamilton je zauzeo četvrto mjesto uz puno problema.

### Kvalifikacije
Prva kvalifikacijska runda - Q1
Pet minuta prije početka prve kvalifikacijske runde, bolid Daniela Ricciarda stajao u garaži rastavljen bez motora, kao posljedica kvara tijekom trećeg treninga. Prvo mjereno vrijeme postavio je Charles Leclerc - 1:35.189. Osim izvrtanja Leclerca u posljednjem zavoju nije bilo većih incidenata. Samo dvije minute prije kraja prve kvalifikacijske runde, na stazu je izašao Ricciardo te postavio 14. vrijeme, dok dalje nisu prošli dva Saubera, Williamsa i Pierre Gasly.
Drugi kvalifikacijska runda - Q2
Na početku druge kvalifikacijske runde, Ferrari i Mercedes su odlučili testirati izbore guma za start pa su poslali vozače na soft gumama na stazu. Nakon početnih problema Mercedes je pri drugom izlasku na stazu zauzeo prve dvije pozicije, ispred Ferrarija. Najbrže vrijeme 1:31.914, postavio je Lewis Hamilton, a u posljednju kvalifikacijsku rundu nisu prošli Brendon Hartley, Esteban Ocon, Kevin Magnussen i McLarenovi vozači.
Treća kvalifikacijska runda - Q3
U prvom izlasku na stazu u trećoj kvalifikacijskoj rundi, Kimi Räikkönen je postavio standarde s krugom 1:31.200. Sebastian Vettel se našao desetinku i pol iza momčadskog kolege. Vozači su izlazili na stazu na ultrasoft gumama. Na četiri i pol desetinke iza Räikkönen su stajala dva Mercedesa s Valtterijem Bottasom u prednosti ispred Hamiltona. U drugom izlasku na stazu Bottas nije uspio poboljšati vrijeme, dok je Hamilton samo produžio u boks nakon pogreške tijekom kruga. Räikkönen je popravio svoje vrijeme za stotinku i osam tisućinki krugom koji je izgledao kao dovoljan za prvo startno mjesto, sve do prolaska Vettela preko linije cilja. Njegov krug je bio svega osam stotinki i sedam tisućinki bolji od Räikkönenovog. Peto i šesto mjesto su zauzeli dvojac iz Red Bulla.

### Utrka
Na samom startu utrke, Sebastian Vettel je zatvorio Kimija Räikkönena i ostao na prvom mjestu te napravio zavidnu prednost, dok je Valtteri Bottas uspio preteći Räikkönena i zasjesti na drugo mjesto. U šestom zavoju je to pošlo za rukom i Maxu Verstappenu te je Räikkönen pao na četvrto mjesto. U 11. krugu u boks po nove medium gume je ušao Brendon Hartley koji je startao na soft komponenti, dok je krug iza njega ušao Esteban Ocon. Fernando Alonso je u dva navrata zaprijetio Romainu Grosjeanu u borbi za 10. mjesto, no Francuz je uspješno odbio oba napada dvostrukog svjetskog prvaka. Alonso je tek u 18. krugu uspio proći ispred Francuza koji je otišao u boks. Red Bullov dvojac se odlučio na medium komponentu te su obojica u istom krugu otišli napraviti izmjene u boks. U međuvremenu se Vettel odvojio od drugoplasiranog Bottasa tri sekunde.
U 19. krugu u boks je ušao Lewis Hamilton, a nakon njega Bottas gdje su obojica uzeli medium komponente te se Bottas uspio vratiti ispred Red Bulla na stazu. Vettel je ušao u boks u 21. krugu po nove gume, no nije se uspio vratiti ispred Bottasa na stazu. Räikkönen je ostao nešto duže na stazi, a u 27. krugu Bottas i Vettel su pretekli Räikkönena koji nakon toga ulazi po nove medium gume. Charles Leclerc je u 29. krugu u prvom zavoju izletio van staze na šljunak, no bez većih problema se uspio vratiti na stazu. Nakon 30. krugova Alonso sa 7. mjesta je ušao u boks te se vratio na 13. mjesto.
U 31. krugu Pierre Gasly je pokušao preteći svog momčadskog kolegu, no Gasly je krenuo prekasno u zavoj te se zabio u Hartleya, zbog čega je na stazu izašao sigurnosni automobil. Takvu situaciju je iskoristila momčad Red Bulla gdje su oba vozača otišla napraviti drugo zaustavljanje u boksu po soft gume. Gasly je naknadno dobio kaznu od deset sekundi. Nakon odlaska sigurnosnog automobila, Grosjeana su pretekli Alonso i Carlos Sainz. Krug poslije Daniel Ricciardo je bez DRS-a uspio preteći Räikkönena te došao na peto mjesto. Vertappen je s Hamiltonom vodio borbu za 4. mjesto, a Nizozemac je u napadu na Britanca u osmom zavoju otišao preširoko i izletio nakratko van staze, što je iskoristio njegov momčadski kolega. Krug kasnije Ricciardo je uspio s unutarnje strane zavoja 14. prestići Hamiltona te zasjesti na treće mjesto 15 krugova prije kraja utrke.
U 42. krugu Verstappen je uspio prestići Hamiltona, dok je Ricciardo iskoristio prednost DRS-a te prije zavoja 14 pretekao Vettela. U sljedećem krugu Verstappen i Vettel su se okrenuli u zavoju broj 14. Verstappen je prekasno ušao na unutrašnju stranu te dodirnuo Nijemca što je rezultiralo izokretanjem obojice vozača. Krug kasnije, Ricciardo je u uskom prostoru uspio preteći Bottasa te zasjesti na prvu poziciju, dok je Verstappenu dodijeljena kazna od deset sekundi zbog izazivanja incidenta. Tri kruga prije kraja, Hartley je utrku završio odustajanjem zbog problema s bolidom, dok je Alonso u predzadnjem krugu pretekao Vettela u zavoju 3 te uzeo sedmo mjesto.

## Najbrža vremena treninga
| Trening    | Vozač            | Konstruktor | Vrijeme  | Gume | Krugovi |
| ---------- | ---------------- | ----------- | -------- | ---- | ------- |
| 1. trening | Lewis Hamilton   | Mercedes    | 1:33.999 | S    | 22      |
| 2. trening | Lewis Hamilton   | Mercedes    | 1:33.482 | US   | 26      |
| 3. trening | Sebastian Vettel | Ferrari     | 1:33.018 | US   | 14      |

## Rezultati kvalifikacija
| Poz. | Br. | Vozač             | Konstruktor          | Kvalifikacijska vremena | Kvalifikacijska vremena | Kvalifikacijska vremena | Grid |
| Poz. | Br. | Vozač             | Konstruktor          | Q1                      | Q2                      | Q3                      | Grid |
| ---- | --- | ----------------- | -------------------- | ----------------------- | ----------------------- | ----------------------- | ---- |
| 1.   | 5   | Sebastian Vettel  | Ferrari              | 1:32.171                | 1:32.385                | 1:31.095                | 1.   |
| 2.   | 7   | Kimi Räikkönen    | Ferrari              | 1:32.474                | 1:32.286                | 1:31.182                | 2.   |
| 3.   | 77  | Valtteri Bottas   | Mercedes             | 1:32.921                | 1:32.063                | 1:31.625                | 3.   |
| 4.   | 44  | Lewis Hamilton    | Mercedes             | 1:33.283                | 1:31.914                | 1:31.675                | 4.   |
| 5.   | 33  | Max Verstappen    | Red Bull-TAG Heuer   | 1:32.932                | 1:32.809                | 1:31.796                | 5.   |
| 6.   | 3   | Daniel Ricciardo  | Red Bull-TAG Heuer   | 1:33.877                | 1:32.688                | 1:31.948                | 6.   |
| 7.   | 27  | Nico Hülkenberg   | Renault              | 1:33.545                | 1:32.494                | 1:32.532                | 7.   |
| 8.   | 11  | Sergio Pérez      | Force India-Mercedes | 1:33.464                | 1:32.931                | 1:32.758                | 8.   |
| 9.   | 55  | Carlos Sainz      | Renault              | 1:33.315                | 1:32.970                | 1:32.819                | 9.   |
| 10.  | 8   | Romain Grosjean   | Haas-Ferrari         | 1:33.238                | 1:32.524                | 1:32.855                | 10.  |
|      |     |                   |                      |                         |                         |                         |      |
| 11.  | 20  | Kevin Magnussen   | Haas-Ferrari         | 1:33.359                | 1:32.986                |                         | 11.  |
| 12.  | 31  | Esteban Ocon      | Force India-Mercedes | 1:33.585                | 1:33.057                |                         | 12.  |
| 13.  | 14  | Fernando Alonso   | McLaren-Renault      | 1:33.428                | 1:33.232                |                         | 13.  |
| 14.  | 2   | Stoffel Vandoorne | McLaren-Renault      | 1:33.824                | 1:33.505                |                         | 14.  |
| 15.  | 28  | Brendon Hartley   | Toro Rosso-Honda     | 1:34.013                | 1:33.795                |                         | 15.  |
|      |     |                   |                      |                         |                         |                         |      |
| 16.  | 35  | Sergej Sirotkin   | Williams-Mercedes    | 1:34.062                |                         |                         | 16.  |
| 17.  | 10  | Pierre Gasly      | Toro Rosso-Honda     | 1:34.101                |                         |                         | 17.  |
| 18.  | 18  | Lance Stroll      | Williams-Mercedes    | 1:34.285                |                         |                         | 18.  |
| 19.  | 16  | Charles Leclerc   | Sauber-Ferrari       | 1:34.454                |                         |                         | 19.  |
| 20.  | 9   | Marcus Ericsson   | Sauber-Ferrari       | 1:34.914                |                         |                         | 20.1 |

- ^1  – Marcus Ericsson je dobio kaznu od pet mjesta na gridu jer nije usporio pod žutim zastavama za vrijeme prve kvalifikacijske runde.[11]

## Rezultati utrke
| Poz. | Br. | Vozač             | Konstruktor          | Krugovi | Vrijeme / Razlog odustajanja | Grid | Bodovi |
| ---- | --- | ----------------- | -------------------- | ------- | ---------------------------- | ---- | ------ |
| 1.   | 3   | Daniel Ricciardo  | Red Bull-TAG Heuer   | 56      | 1:35:36.380                  | 6.   | 25     |
| 2.   | 77  | Valtteri Bottas   | Mercedes             | 56      | +8.894                       | 3.   | 18     |
| 3.   | 7   | Kimi Räikkönen    | Ferrari              | 56      | +9.637                       | 2.   | 15     |
| 4.   | 44  | Lewis Hamilton    | Mercedes             | 56      | +16.985                      | 4.   | 12     |
| 5.   | 33  | Max Verstappen    | Red Bull-TAG Heuer   | 56      | +20.4362                     | 5.   | 10     |
| 6.   | 27  | Nico Hülkenberg   | Renault              | 56      | +21.052                      | 7.   | 8      |
| 7.   | 14  | Fernando Alonso   | McLaren-Renault      | 56      | +30.639                      | 13.  | 6      |
| 8.   | 5   | Sebastian Vettel  | Ferrari              | 56      | +35.286                      | 1.   | 4      |
| 9.   | 55  | Carlos Sainz      | Renault              | 56      | +35.763                      | 9.   | 2      |
| 10.  | 20  | Kevin Magnussen   | Haas-Ferrari         | 56      | +39.594                      | 11.  | 1      |
| 11.  | 31  | Esteban Ocon      | Force India-Mercedes | 56      | +44.050                      | 12.  |        |
| 12.  | 11  | Sergio Pérez      | Force India-Mercedes | 56      | +44.725                      | 8.   |        |
| 13.  | 2   | Stoffel Vandoorne | McLaren-Renault      | 56      | +49.373                      | 14.  |        |
| 14.  | 18  | Lance Stroll      | Williams-Mercedes    | 56      | +55.490                      | 18.  |        |
| 15.  | 35  | Sergej Sirotkin   | Williams-Mercedes    | 56      | +58.241                      | 16.  |        |
| 16.  | 9   | Marcus Ericsson   | Sauber-Ferrari       | 56      | +1:02.604                    | 20.  |        |
| 17.  | 8   | Romain Grosjean   | Haas-Ferrari         | 56      | +1:05.296                    | 10.  |        |
| 18.  | 10  | Pierre Gasly      | Toro Rosso-Honda     | 56      | +1:06.3303                   | 17.  |        |
| 19.  | 16  | Charles Leclerc   | Sauber-Ferrari       | 56      | +1:22.575                    | 19.  |        |
| 20†. | 28  | Brendon Hartley   | Toro Rosso-Honda     | 51      | Mjenjač                      | 15.  |        |

- ^2  – Max Verstappen je utrku završio na 4. mjestu, ali je dobio kaznu od deset sekundi zbog sudara sa Sebastianom Vettelom.
- ^3  – Pierre Gasly je utrku završio na 15. mjestu, ali je dobio kaznu od deset sekundi zbog sudara s Brendonom Hartleyem.

| Najbrži krug utrke | Daniel Ricciardo 1:35.785                                                                       |
| Vodstvo u utrci    | Sebastian Vettel (1-20) Kimi Räikkönen (21-26) Valtteri Bottas (27-44) Daniel Ricciardo (45-56) |

## Zanimljivosti

### Vozači
- 6. pobjeda za Daniela Ricciarda.
- 24. postolje za Valtterija Bottasa.
- 93. postolje za Kimija Räikkönena.
- 52. najbolja startna pozicija za Sebastiana Vettela.

### Konstruktori
- 56. pobjeda za Red Bull.
- 215. najbolja startna pozicija za Ferrari.

## Poredak nakon 3 od 21 utrke
| Pozicija | Pozicija | Vozač             | Bodovi |
| -------- | -------- | ----------------- | ------ |
| 1.       | 1.       | Sebastian Vettel  | 54     |
| 2.       | 2.       | Lewis Hamilton    | 45     |
| 3.       | 3.       | Valtteri Bottas   | 40     |
| 4.       | 3        | Daniel Ricciardo  | 37     |
| 5.       | 5.       | Kimi Räikkönen    | 30     |
| 6.       | 2        | Fernando Alonso   | 22     |
| 7.       | 1        | Nico Hülkenberg   | 22     |
| 8.       | 2        | Max Verstappen    | 18     |
| 9.       | 1        | Pierre Gasly      | 12     |
| 10.      | 1        | Kevin Magnussen   | 11     |
| 11.      | 11.      | Stoffel Vandoorne | 6      |
| 12.      | 1        | Carlos Sainz      | 3      |
| 13.      | 1        | Marcus Ericsson   | 2      |
| 14.      | 14.      | Esteban Ocon      | 1      |

| Pozicija | Pozicija | Konstruktor          | Bodovi |
| -------- | -------- | -------------------- | ------ |
| 1.       | 1        | Mercedes             | 85     |
| 2.       | 1        | Ferrari              | 84     |
| 3.       | 1        | Red Bull-TAG Heuer   | 55     |
| 4.       | 1        | McLaren-Renault      | 28     |
| 5.       | 5.       | Renault              | 25     |
| 6.       | 6.       | Toro Rosso-Honda     | 12     |
| 7.       | 7.       | Haas-Ferrari         | 11     |
| 8.       | 8.       | Sauber-Ferrari       | 2      |
| 9.       | 9.       | Force India-Mercedes | 1      |

| Prethodna utrka               | Formula 1 – sezona 2018. | Sljedeća utrka                    |
| ----------------------------- | ------------------------ | --------------------------------- |
| Velika nagrada Bahreina 2018. | Formula 1 – sezona 2018. | Velika nagrada Azerbajdžana 2018. |

## Vanjske poveznice
- 2018 Chinese Grand Prix StatsF1